# Gallegos de Altamiros
Gallegos de Altamiros es un municipio de España perteneciente a la provincia de Ávila, en la comunidad autónoma de Castilla y León. Está formado por dos entidades de población: Gallegos y Altamiros. En 2017 contaba con una población de 65 habitantes.

## Geografía
La localidad está situada a una altitud de 1255 m s. n. m.
| Noroeste: Brabos                 | Norte: Villaflor | Noreste: Bularros    |
| Oeste: Chamartín                 |                  | Este: Sanchorreja    |
| Suroeste: Narrillos del Rebollar | Sur: Sanchorreja | Sureste: Sanchorreja |

## Demografía
Gallegos de Altamiros cuenta con una población de 60 habitantes (INE 2024).
| Gráfica de evolución demográfica de Gallegos de Altamiros entre 1842 y 2021                                           |
| |
| Población de derecho según los censos de población del INE. Población de hecho según los censos de población del INE. |

## Alcaldes desde 1979
- José Herraez Martín(UCD)1979 -1983
- José García Gómez (AP/PDP/UL)1983-1987
- José García Gómez(AP)1987-1991
- José García Gómez(PP)1991-1995
- José García Gómez(PP)1995-1999
- José García Gómez(PP)1999-2003
- José García Gómez(PP)2003-2007
- José María Alonso García(PP)2007-2011
- José María Alonso García(PP)2011-2015
- Emiliano Gómez García(PP)2015-2019
- Emiliano Gómez García(PP)2019-2023
- Emiliano Gómez García(PP)2023-2027